# Wendell Wyatt
Wendell Wyatt, född 15 juni 1917 i Eugene i Oregon, död 28 januari 2009 i Portland i Oregon, var en amerikansk politiker (republikan). Han var ledamot av USA:s representanthus 1964–1975.
Kongressledamot A. Walter Norblad avled 1964 i ämbetet och efterträddes av Wyatt. Han efterträddes i sin tur år 1975 av Les AuCoin.